# Линяки
Линяки — упразднённый посёлок в Устьянском районе Архангельской области. Исключён из учётных данных в 2020 году.

## География
Находился в южной части Архангельской области на расстоянии приблизительно 40 км на северо-восток по прямой от административного центра района посёлка Октябрьский на левобережье реки Мехреньга.

## Население
| 2002 | 2010 | 2012 |
| ---- | ---- | ---- |
| 0    | →0   | →0   |